# Тёрнер, Эва
Эва Тёрнер (англ. Eva Turner; 10 марта 1892, Олдем — 16 июня 1990, Лондон) — английская оперная певица (драматическое сопрано). Обладала одним из самых больших голосов. Одна из самых известных, наряду с Биргит Нильссон, исполнительниц партии Турандот.

## Биография
Родилась в 1892 году в Олдеме. Училась в Бристоле, затем в Королевской академии музыки в Лондоне. Дебютировала в 1916 году в составе труппы Carl Rosa Opera Company, в партии пажа в «Тангейзере». Оставалась в труппе до 1924 года, исполняя в числе прочих партии Сантуццы («Сельская честь» Масканьи), Тоски (одноимённая опера Пуччини), Аиды (одноимённая опера Верди), Брунгильды («Кольцо нибелунга» Вагнера) и Мадам Баттерфляй (одноимённая опера Пуччини). В последней роли её услышал Этторе Паницца, работавший в Ла Скала с Тосканини, и пригласил на прослушивание в Милан. В 1924 году состоялся её дебют в Ла Скала в партии Фрейи («Золото Рейна» Вагнера).
Со второй половины 1920-х годов пела в театрах Милана, Венеции, Неаполя, Рима. В 1926 году в Брешии впервые исполнила партию Турандот (одноимённая опера Пуччини), которая на протяжении двадцати последующих лет оставалась одной из главных её ролей. Много гастролировала, в том числе в Чикаго, Буэнос-Айресе, Лиссабоне, Лондоне. Среди лучших партий (помимо упомянутых) — Леонора («Трубадур» Верди), Зиглинда («Валькирия» Вагнера), Изольда («Тристан и Изольда»).
С 1950 по 1959 год преподавала оперное пение в Университете Оклахомы. Затем вернулась в Лондон, где преподавала в Королевской академии музыки до 1966 года. В числе её учеников были Эми Шуард, Линда Грей, Рита Хантер. В 1962 году получила титул Дамы Британской Империи.
Эва Тёрнер не была замужем и не имела детей. Умерла в Лондоне в 1990 году.